# Tommy Meyer
Thomas « Tommy » Meyer, né le 20 mars 1990 à Saint-Louis (Missouri), est un joueur américain de soccer qui joue au poste de défenseur.
Il est membre de la fraternité Sigma Chi.

## Biographie

### Parcours amateur
Meyer joue pour les Hoosiers de l'Indiana entre 2008 et 2011. Durant sa période avec les Hoosiers, il est nommé dans l'équipe première de All-Big Ten Conference 2011 et termine second de la Big Ten Conference avec sept passes décisives.
Tommy passe également une année à la IMG Soccer Academy entre 2005 et 2006. En 2009, il joue pendant une année chez les Wolves de Seattle en Premier Development League.

### Carrière professionnelle
Lors de la MLS SuperDraft 2012, le Galaxy de Los Angeles sélectionne Meyer lors du premier tour (en 19e position).
Il fait ses débuts en Major League Soccer avec le Galaxy lors d'une défaite 1-3 face au Real Salt Lake le 11 mars 2012. Avec le Galaxy, il peine à obtenir un temps de jeu régulier mais décroche malgré tout deux fois le titre de champion MLS en 2012 et 2014. Ainsi, à l'issue de la saison 2015, la franchise Angeline ne renouvelle pas son contrat et il se retrouve donc libre.
En janvier 2016, Meyer s'engage avec les Rangers de Swope Park, formation de United Soccer League. Après cette saison où il atteint la finale du championnat, il ne fait pas partie des joueurs renouvelés pour la saison 2017.

### Carrière internationale
Il joue avec l'équipe des États-Unis des moins de 17 ans puis avec la sélection des moins de 20 ans.

## Palmarès
| Galaxy de Los Angeles (2)                | Rangers de Swope Park (0)               |
| ---------------------------------------- | --------------------------------------- |
| - Coupe MLS : - Vainqueur : 2012 et 2014 | - USL Championship : - Finaliste : 2016 |

## Statistiques
| Saison                | Club                  | Championnat           | Championnat | Championnat | Coupe(s) nationale(s) | Coupe(s) nationale(s) | Compétition(s) continentale(s) | Compétition(s) continentale(s) | Compétition(s) continentale(s) | Séries | Séries | Total | Total |
| Saison                | Club                  | Division              | M.          | B.          | M.                    | B.                    | Comp.                          | M.                             | B.                             | M.     | B.     | M.    | B.    |
| 2012                  | Galaxy de Los Angeles | MLS                   | 8           | 0           | 1                     | 0                     | LCC                            | 4                              | 1                              | 6      | 0      | 19    | 1     |
| 2013                  | Galaxy de Los Angeles | MLS                   | 7           | 0           | 1                     | 0                     | LCC                            | 3                              | 0                              | 0      | 0      | 11    | 0     |
| 2014                  | Galaxy de Los Angeles | MLS                   | 12          | 0           | 1                     | 0                     | LCC                            | 0                              | 0                              | 2      | 0      | 15    | 0     |
| 2015                  | Galaxy de Los Angeles | MLS                   | 7           | 0           | 2                     | 0                     | LCC                            | 4                              | 0                              | 0      | 0      | 13    | 0     |
| Sous-total            | Sous-total            | Sous-total            | 33          | 0           | 5                     | 0                     | -                              | 11                             | 1                              | 8      | 0      | 57    | 1     |
| 2016                  | Rangers de Swope Park | USL                   | 26          | 0           | 0                     | 0                     | -                              | -                              | -                              | 2      | 0      | 28    | 0     |
| Total sur la carrière | Total sur la carrière | Total sur la carrière | 59          | 0           | 5                     | 0                     | -                              | 11                             | 1                              | 10     | 0      | 85    | 1     |